# 연제욱
연제욱(1987년 7월 1일~ )은 대한민국의 배우이다.

## 학력
- 태성고등학교
- 명지대학교 공연예술학과 중퇴
- 한양대학교 연극영화과

## 연기 활동

### 드라마
- 2005년 KBS2 청소년드라마 《반올림 2》 ... 상필 역
- 2013년 KBS2 4부작드라마 《KBS 드라마 스페셜 - 시리우스: 가장 빛나는 두 개의 별》 ... 송통일 역
- 2013년 tvN 미니시리즈 《나인: 아홉 번의 시간여행》 ... 김범석 역
- 2013년 SBS 특집드라마 《사건번호 113》 ... 김기준 역
- 2014년 SBS 월화드라마 《신의 선물 - 14일》 ... 왕병태 역
- 2014년 OCN 일요드라마 《귀신 보는 형사 처용》 ... 이종현 역
- 2014년 KBS2 TV소설 《일편단심 민들레》 ... 송수철 역
- 2015년 OCN 일요드라마 《귀신 보는 형사 처용 2》 ... 이종현 역
- 2016년 KBS2 월화드라마 《뷰티풀 마인드》 ... 송기호 역
- 2017년 MBC 수목드라마 《미씽나인》 ... 신재현 역
- 2017년 OCN 주말드라마 《블랙》 ... 이병태 역
- 2018년 OCN 주말드라마 《보이스 2》 ... 염기태 역
- 2018년 OCN 주말드라마 《플레이어》 ... 양태 역
- 2018년 OCN 주말드라마 《프리스트》 ... 서재문 역
- 2020년 JTBC 수목드라마 《런 온》 ... 정지현 역
- 2022년 Wavve, MBC 금토드라마 《트레이서》 ... 박성호 역
- 2022년 tvN 수목드라마 《월수금화목토》 ... 지호 아버지 역
- 2022년 Disney+ 오리지널 드라마 《카지노》 ... 청년 종현 역
- 2023년 ENA 수목드라마 《남이 될 수 있을까?》 … 재혁 역
- 2023년 Netflix 오리지널 드라마 《경성크리처》 … 이인혁 역
- 2023년 Disney+ 오리지널 드라마 《비질란테》 … 서두엽 역
- 2024년 JTBC 수목드라마 《놀아주는 여자》 ... 마영호 역
- 2024년 Netflix 오리지널 드라마 《아무도 없는 숲속에서》 … 우체부 기사 역

### 영화
- 2006년 《폭력써클》 ... 한종석 역
- 2007년 《두 사람이다》 ... 최상경 역(우정출연)
- 2008년 《오프라인》 ... 중국집 배달부 현수 역
- 2008년 《강철중: 공공의 적 1-1》 ... 안태준 역
- 2009년 《비상》 ... 구택 역
- 2009년 《말보로 전쟁》 ... 장생수 역
- 2012년 《수목장》 ... 한기 역
- 2013년 《그 여자 그 남자의 속사정》 ... 상철 역
- 2014년 《인간중독》 ... 환자 역
- 2014년 《원 컷 - 어느 친절한 살인자의 기록》 ... 상준 역
- 2018년 《목격자》 ... 콜라 역
- 2019년 《뷰티풀 보이스》 ... 이 감독 역
- 2019년 《유열의 음악앨범》 ... 기석 역
- 2019년 《감쪽같은 그녀》 ... 성인 우람 역
- 2022년 《경관의 피》... 안형사 역
- 2022년 《걸스 인 더 케이지》... 김양배PD 역
- 2023년 《치악산》 ... 조양배 역